# Championnats de Tunisie d'athlétisme 1999
Navigation
1998 2000
Les championnats de Tunisie d'athlétisme 1999 sont une compétition tunisienne d'athlétisme se disputant en 1999. Disputés sous le signe de la préparation aux Jeux panarabes d'Amman, ils enregistrent de belles performances qui sont confirmées quelques semaines après lorsque la Tunisie remporte la première place en athlétisme à Amman.
Awatef Ben Hassine bat le record de Tunisie au 200 m ; Ilhem Ben Salah, encore junior, bat celui des seniors et juniors filles au triple saut ; Monia Kari pulvérise celui du lancer du marteau. Plusieurs jeunes se distinguent à l'instar de Syrine Balti, qui bat le record d'Afrique juniors filles au saut à la perche, Darine Hajbi, deuxième au lancer du disque et qui bat le record des cadettes, Neila Chaâban, troisième au lancer du javelot et qui bat le record des minimes filles, et Titi Laâroussi, troisième au 200 m et qui égale le record des cadets. 
Au niveau des clubs, l'Athletic Club de Nabeul domine les compétitions féminines avec cinq titres, alors que le Club sportif de la Garde nationale remporte celles des hommes avec sept titres.
À noter le triplé de la Zitouna Sports au saut à la perche dames (Balti, Samah Sebouaï et Aïda Mohsni) et l'illustration de l'Avenir sportif de La Marsa qui confirme sa domination sur ses deux spécialités de prédilection : le lancer du marteau (avec un triplé Karim Horchani, Saber Souid et Ahmed Ben Ahmed) et le saut en longueur où les frères Imed et Abdallah Mechraoui se livrent à un beau duel. Pour sa part, l'Athletic Club de Sousse s'attribue quatre titres aux lancers. 

## Palmarès
| Discipline             | Hommes                             | Hommes          | Femmes                  | Femmes         |
| ---------------------- | ---------------------------------- | --------------- | ----------------------- | -------------- |
| 100 m                  | Chokri Anane                       | 10 s 99         | Awatef Hamrouni         | 12 s 24        |
| 200 m                  | Sofiane Labidi                     | 21 s 96         | Awatef Ben Hassine      | 24 s 41        |
| 400 m                  | Sofiane Labidi                     | 46 s 70         | Maha Chaouachi          | 58 s 45        |
| 800 m                  | Taoufik Turki                      | 1 min 52 s 92   | Neila Mannaï            | 2 min 16 s 4   |
| 1 500 m                | Sami Bouallegue                    | 3 min 51 s 77   | Habiba Ghribi           | 4 min 37 s 14  |
| 5 000 m                | Mohamed Sakri                      | 14 min 27 s 40  | Ourida Slimane          | 17 min 32 s 29 |
| 10 000 m               | Amor Rached                        | 29 min 31 s 59  | Soulef Bouguerra        | 36 min 54 s 8  |
| 100 m haies            |                                    |                 | Zine El Behi Othmani    | 15 s 72        |
| 110 m haies            | Hamdi Mhirsi                       | 16 s 2          |                         |                |
| 400 m haies            | Kamel Tabbel                       | 52 s 29         | Nabila Jami             | 61 s 21        |
| 3 000 m steeple        | Ridha Chihaoui                     | 8 min 37 s 2    | -                       | -              |
| Relais 4 × 100 mètres  | Athletic Club de Sousse            | 43 s 63         | Athletic Club de Nabeul | 50 s 56        |
| Relais 4 × 400 mètres  | Club sportif de la Garde nationale | 3 min 21 s 3    | Athletic Club de Nabeul | 4 min 3 s 55   |
| Saut en longueur       | Imed Mechraoui                     | 6,65 m          | Hanen Dhouibi           | 5,47 m         |
| Triple saut            | Abdallah Mechraoui                 | 14,85 m         | Ilhem Ben Salah         | 12,95 m        |
| Saut en hauteur        | Ramzi Chebâan                      | 2,12 m          | Selma Achour            | 1,68 m         |
| Saut à la perche       | Mohamed Bedioui                    | 5 m             | Syrine Balti            | 3,60 m         |
| Lancer du poids        | Mohsen Bousnina                    | 14,93 m         | Amel Ben Khaled         | 15,50 m        |
| Lancer du disque       | Mohsen Bousnina                    | 49,14 m         | Monia Kari              | 58,35 m        |
| Lancer du marteau      | Karim Horchani                     | 69,23 m         | Monia Kari              | 46,55 m        |
| Lancer du javelot      | Maher Ridan                        | 74,03 m         | Aïda Sallem             | 52,03 m        |
| Décathlon              | Talel Cherif                       | 5 278           |                         |                |
| Heptathlon             |                                    |                 | Hanen Dhouibi           | 4 740          |
| Semi-marathon          |                                    |                 |                         |                |
| 10 km marche sur route | -                                  | -               | Ahlem Ben Ahmed         | 53 min 21 s 1  |
| 20 km marche sur route | Moncef Fatnassi                    | 1 h 41 min 52 s | -                       | -              |

## Classement par équipes
- 1er : Club sportif de la Garde nationale (neuf titres)
- 2e : Athletic Club de Nabeul (quatre titres) (six titres)
- 3e : Athletic Club de Sousse (six titres)
- 4e : Zitouna Sports (six titres)
- 5e : Avenir sportif de La Marsa (trois titres)